# Villanueva, Misamis Oriental

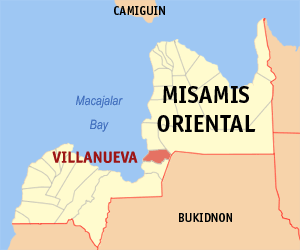
Bản đồ Misamis Oriental với vị trí của Villanueva

Villanueva là một đô thị hạng 4 ở tỉnh Misamis Oriental, Philippines. Theo điều tra dân số năm 2000 của Philipin, đô thị này có dân số 24.867 người trong 4.779 hộ.

## Các đơn vị hành chính
Villanueva được chia ra 9 barangay.
- Balacanas
- Dayawan
- Katipunan
- Kimaya
- Poblacion
- San Martin
- Tambobong
- Imelda
- Looc